# Mue (album)
Mue è il sesto album discografico in studio dell'artista francese Émilie Simon, pubblicato nel 2014.

## Tracce
1. Paris j'ai pris perpète – 3:54
2. Menteur – 4:03
3. Encre – 3:36
4. The Eye of the Moon – 3:54
5. Quand vient le jour – 3:12
6. Les Étoiles de Paris – 3:44
7. Des larmes – 3:56
8. Le Diamant – 3:43
9. Perdue dans tes bras – 4:18
10. Les Amoureux de minuit – 3:11
11. Wicked Games – 3:58 (testo: Chris Isaak)